# دی آزو دی نیتروفنول
دی آزو دی نیتروفنول (به انگلیسی: Diazodinitrophenol) با فرمول شیمیایی C6H2N4O5 یک ترکیب شیمیایی با شناسه پاب‌کم 10037 است. که جرم مولی آن ۲۱۰٫۱۰ گرم بر مول می‌باشد. 